# Losartan
Losartan ist ein Arzneistoff aus der Gruppe der AT1-Antagonisten (synonym: Sartane) und wird unter anderem zur Behandlung von Bluthochdruck eingesetzt.

## Klinische Angaben

### Anwendungsgebiete (Indikationen)
- Behandlung der essenziellen Hypertonie, Arterielle Hypertonie
- Reduktion des Schlaganfallrisikos bei hypertonen Patienten mit EKG-dokumentierter Hypertrophie der linken Herzkammer.
- Diabetische Nephropathie mit Hypertonie bei Typ 2 Diabetes mellitus und einer Proteinurie ≥ 0,5 g/Tag als Teil einer antihypertensiven Behandlung.
- Behandlung der chronischen Herzinsuffizienz – im Allgemeinen in Komedikation mit einem Diuretikum und Digitalis – (bei Patienten ≥ 60 Jahren), wenn die Behandlung mit einem ACE-Hemmer wegen Unverträglichkeit, insbesondere Husten, oder Kontraindikation als nicht geeignet erachtet wird. Patienten mit Herzinsuffizienz, die mit einem ACE-Hemmer stabil eingestellt sind, sollten nicht auf Losartan umgestellt werden. Die Patienten sollen eine erniedrigte linksventrikuläre Ejektionsfraktion von ≤ 40 % aufweisen sowie unter Herzinsuffizienztherapie klinisch stabil sein.[4]

### Anwendung während Schwangerschaft und Stillzeit
Schwangerschaft

Es gibt mit Losartan keine Erfahrungen bei schwangeren Frauen. Präklinische Studien mit Tierversuchen zeigten jedoch fetale und neonatale Schäden mit Todesfällen, die auf die Wirkungen des Arzneistoffs im Renin-Angiotensin-Aldosteron-System (RAAS) zurückgeführt werden. Arzneistoffe, die direkt auf das RAAS wirken, können Schäden in der fetalen Entwicklung verursachen, wenn sie im zweiten und dritten Trimenon der Schwangerschaft angewendet werden. Die fetale Nierenperfusion beginnt beim Menschen, welche von der Entwicklung des Renin-Angiotensin-Aldosteron-Systems abhängig ist, im zweiten Trimenon. Demnach erhöht sich das Risiko bei einer Therapie mit losartanhaltigen Arzneimitteln im zweiten und dritten Trimenon, weswegen es in diesem Zeitraum nicht angewendet werden darf.
Stillzeit

Es ist nicht bekannt, ob Losartan in die Muttermilch übertritt. Bei der Ratte wurden bedeutsame Spiegel von Losartan und seinem aktiven Metaboliten in der Milch gefunden. Die Anwendung in der Stillzeit wird nicht empfohlen.

### Besondere Patientengruppen (Diabetiker, Nierenkranke)
Da der Qo-Wert von Losartan hoch ist (Qo= 0,95), ist keine Dosisanpassung bei eingeschränkter Nierenfunktion notwendig. Bei vielen Arzneimitteln mit hohem Qo-Wert entstehen renal eliminierte Metaboliten, deren Aktivität nicht immer bekannt ist. Entsprechend ist bei schweren Einschränkungen der Nierenfunktion grundsätzlich Vorsicht geboten.

## Pharmakologisch-toxikologische Eigenschaften
Der Arzneistoff Losartan (Angiotensin-II-Rezeptor-Subtyp-1-Antagonist, AT1-Rezeptorantagonist, Angiotensin-Rezeptorblocker, Sartan) hat eine hohe Affinität zum Subtyp 1 des Angiotensin-II-Rezeptors und blockiert die Kontraktilität von glatten Muskelzellen, vermindert die Blutdrucksteigerung infolge von exogen zugeführtem Angiotensin II und senkt den Blutdruck bei angiotensin-II-abhängiger Hypertension durch kompetitive Blockade der Rezeptoren. Losartan unterliegt nach der peroralen Verabreichung einer Verstoffwechselung zu seinem carboxylierten aktiven Metaboliten E 3174, wobei Losartan keineswegs nur als Prodrug agiert, sondern selbst auch eine hohe Aktivität aufweist. Im Gegensatz zu Losartan zeigt sein Metabolit E 3174 eine nicht kompetitive Form der Rezeptorhemmung, die zudem noch wesentlich länger in ihrer Wirkung anhält und somit zu einer effektiven Verstärkung der Angiotensin-II-Hemmung führt. Durch die lange Halbwertszeit ist daher die einmalige tägliche Verabreichung von Losartan ausreichend, um eine effektive Blutdrucksenkung über 24 Stunden zu erzielen.
Die LD50 beträgt bei der Ratte 1000 mg·kg−1 nach peroraler Verabreichung. Es existieren nur beschränkte Angaben zur Überdosierung beim Menschen. Das wahrscheinlichste Anzeichen von Überdosierung müssten Hypotonie (Blutdruckabfall) und Tachykardie (schneller Puls) sein. Infolge parasympathischer, (vagaler Stimulation) kann eine Bradykardie auftreten. Bei symptomatischem Blutdruckabfall sollen die Vitalfunktionen engmaschig kontrolliert werden, und es müsste eine kreislaufstützende Therapie erfolgen. Losartan und sein aktiver Metabolit können nicht durch Hämodialyse eliminiert werden.

## Sonstiges

### Chemische Informationen
Bei allen galenischen Arzneiformen wird das Monokaliumsalz mit der Summenformel C22H22ClKN6O, molaren Masse 461,00 g·mol−1, und der CAS-Nummer 124750-99-8 verwendet.

### Entwicklung und Vermarktung
Losartan wurde 1986 von der Firma DuPont entwickelt und 1995 von der Pharmafirma MSD Sharp & Dohme als erster AT1-Antagonist in den Markt eingeführt. Losartan wurde 1997 mit dem Galenus-von-Pergamon-Preis ausgezeichnet, einen Wissenschaftspreis für pharmazeutische Forschung in Deutschland. Seit Anfang 2010 sind Generika von Losartan erhältlich. Losartan kann über eine Vielzahl von Synthesewegen erzeugt werden.

### Verunreinigung mit Nitrosaminen
Wie der strukturverwandte Wirkstoff Valsartan ist auch Losartan vom Auftreten von Nitrosaminverunreinigungen betroffen. Ab Dezember 2018 kam es deswegen zu Rückrufen von losartanhaltigen Arzneimitteln.

## Handelsnamen
Monopräparate
- Cosaar (A, CH), Lanosar (A), Lorzaar (D), Losindia (A), Malokartan (A), Renosaar (A), Tamasol (A), zahlreiche Generika (D, A, CH)

Kombinationspräparate
- Cosaar plus (A, CH), Fortzaar (D, A), Lanosar comp. (A), Lorzaar plus (D), Losathia (A), Losadinol (A), Losivik (A), Vilbitan (A), zahlreiche Generika (D, A)